# Caieiria
Caieiria (podle lokality objevu - Caieira) byl býložravý dlouhokrký dinosaurus (sauropod), žijící v období pozdní křídy (geologický věk maastricht, před 72 až 66 miliony let) na území současné jihovýchodní Brazílie (stát Minas Gerais, geologické souvrství Serra da Galga).

## Historie objevu
Fosilie typového exempláře byly objeveny kolem roku 1957 brazilským paleontologem Llewellynem Ivorem Pricem (který v této oblasti a souvrství prováděl vykopávky od 40. do 60. let 20. století). Byly objeveny série ocasních obratlů, které byly původně řazeny k jiným sauropodím taxonům (například Trigonosaurus a Baurutitan). V roce 2022 však byla stanovena jejich odlišnost a zároveň byl pojmenován nový rod a druh sauropoda, Caieiria allocaudata.

## Zařazení
Jednalo se o zástupce vývojově vyspělého kladu Aeolosaurini. Blízce příbuznými rody jsou například Bravasaurus, Gondwanatitan a Baurutitan, mírně vzdálenějšími pak Overosaurus, Punatitan, Aeolosaurus nebo Arrudatitan.